# Gruppo artiglieria "Belluno"
Il Gruppo artiglieria Belluno è stata un'unità del Regio Esercito Italiano e poi dell'esercito italiano di stanza a Pontebba e dipendente dalla Brigata alpina "Julia".

## Storia
Il 1º ottobre 1909 viene fondato presso il 2º reggimento di artiglieria montana 1ª Brigata poi 8º Gruppo Artiglieria da Montagna "Belluno" con le batterie 22ª, 23ª e 24ª. Durante la Grande guerra operò: nel 1915 - Cime di Lavaredo, M. Piana, Valle di Sexten, Passo di M. Croce Comelico. Nel 1916 - Passo della Sentinella. Nel 1917 - Cima Forame, M.Piana, Stretta di Quero, Solaroli. Nel 1918 - Val Calcino, M.Grappa. (Dall'Annuario Militare edito dal Ministero della Guerra. Roma 1928). Con l'ordinamento dell'11 marzo 1926 il gruppo rimane assegnato al 2º Reggimento Artiglieria da montagna poi dal novembre 1929 dipende dal 3º Reggimento Artiglieria da montagna.
Nel dicembre 1935 viene inquadrato nel 5º reggimento di artiglieria alpina di nuova formazione e viene destinato ad operare in Africa Orientale nella guerra d'Etiopia con la Divisione Alpina "Pusteria". Nel corso della campagna il gruppo merita la medaglia di bronzo al valor militare. Il gruppo artiglieria montana "Belluno" rimane nel 5º reggimento di artiglieria montana anche durante il secondo conflitto mondiale, sempre inserito nella Divisione Alpina "Pusteria" (5ª) con la quale opera sul fronte greco-albanese, in Montenegro e nella Francia meridionale. Il gruppo viene sciolto nel settembre 1943 in seguito agli eventi determinati dall'armistizio.
Nell'ottobre 1947 è formato il Gruppo Artiglieria da Montagna "Belluno" da 75/13; comprende ancora le batterie 22ª, 23ª e 24ª e dal 1º gennaio 1951 è inquadrato nel 3º reggimento di artiglieria da montagna della Brigata alpina "Julia". Nel corso del 1960 il materiale da 75/13 viene sostituito con gli obici da 105/14. Nell'ambito dei provvedimenti connessi con la ristrutturazione dell'esercito il "Belluno" è sciolto il 31 agosto 1975 ma viene nuovamente ricreato a Pontebba (UD) per il cambio di denominazione del Gruppo "Osoppo". Sciolto il 3º reggimento di artiglieria da montagna, dal 1º ottobre 1975 il Gruppo "Belluno" divienta autonomo ed è posto alle dirette dipendenze della Brigata alpina "Julia"; con decreto 12 novembre 1975 riceve la bandiera di guerra.
Nell'ambito del riordinamento della Forza Armata il gruppo di artiglieria montana "Belluno" viene sciolto in data 31 ottobre 1989 ed il successivo 9 novembre la bandiera è consegnata al Sacrario del Vittoriano.

## Stemma araldico
Lo stemma era stato concesso con decreto del 15 ottobre 1976.
Ornamenti esteriori:
Lo scudo è sormontato dalla corona turrita degli Enti Militari. Lista bifida d'oro, svolazzante, collocata sotto la punta dello scudo, incurvata con la concavità rivolta verso l'alto, riportante il motto, in lettere maiuscole di nero: "BELLO E UNO". Nastri rappresentativi delle ricompense al valore: annodati nella parte centrale non visibile della corona turrita, scendenti svolazzanti in sbarra ed in banda del punto predetto, passando dietro la parte superiore dello scudo: 1 M.B.V.M., 1 M.B.V.E.»
La prima partizione riporta lo stemma di Belluno per ricordare il legame territoriale e tradizionale del reparto con la città della quale porta il nome dal 1910.
La seconda partizione è dedicata alla gloria militare conseguita dal gruppo nella guerra 1915-18 (montagna), nella campagna in Africa Orientale (leone d'Etiopia) e nel secondo conflitto mondiale (Campagna d'Albania).

## Onorificenze
Il Gruppo artiglieria Belluno è stato decorato con le seguenti onoroficenze:

### Decorazioni alla bandiera di guerra
- Medaglia di bronzo al valor militare, Africa Orientale 31/3/1936
- Medaglia di bronzo al valore dell'Esercito, terremoto del Friuli 1976

## I Comandanti del Gruppo Artiglieria da Montagna "Belluno" (1975-1989)
- Ten. Col. Guglielmo De Mari
- Ten. Col. Luigi Chirone
- Ten. Col. Augusto Laganà
- Ten. Col. Giorgio Barletta
- Ten. Col. Ernesto Nencha
- Ten. Col. Santi Ciccarello
- Ten. Col. Albano Giust
- Ten. Col. Baldo Michelli
- Ten. Col. Antonio Galvagna